# Junkers K 47

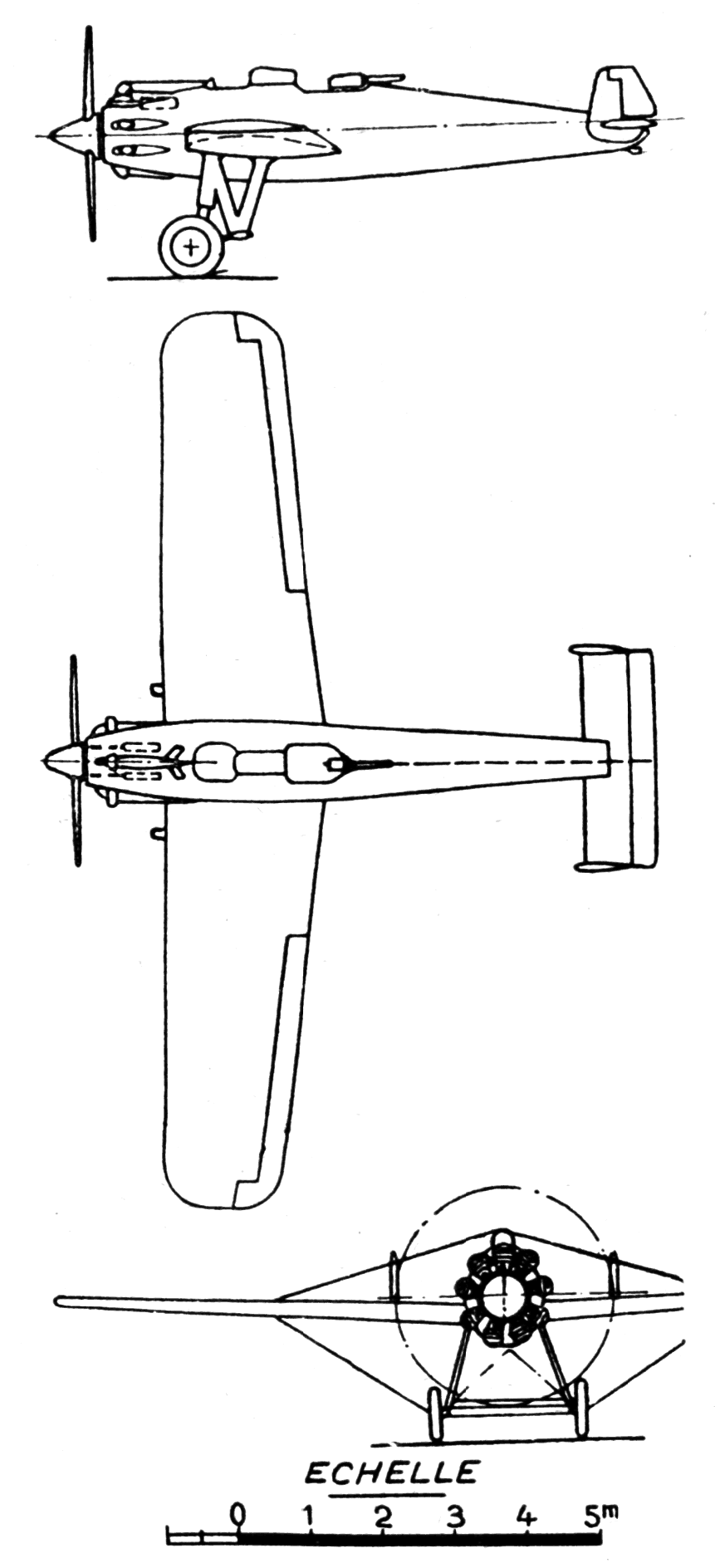
Схематичне зображення літака Junkers K 47

«Юнкерс» K 47 (нім. Junkers K 47) — німецький двомісний винищувач-моноплан, розроблений наприкінці 1920-х років шведським відділенням компанії Junkers Flugzeugwerke. Цивільна версія літака мала назву A 48.

## Зміст
Розроблений на замовлення турецького уряду з вимогами щодо нового винищувача, K 47 був монопланом з низько розташованим крилом і стійками звичайної конструкції. У двох відкритих кабінах розміщувались пілот і хвостовий стрілок, а фюзеляж був спроектований з двома вертикальними поверхнями для максимізації заднього поля обстрілу. Основні вузли фіксованого шасі з хвостовим оперенням поділяли частину фермової конструкції, яка утримувала крила. Спочатку проектуванням займався Карл Плаут, але після його смерті його завершив Герман Польманн. Спочатку літак довелося будувати на заводі «АБ Флігіндустрі» у Лімхамні (Швеція), оскільки він був запатентований як літак військового типу і тому був заборонений до будівництва в Німеччині згідно з умовами Версальського договору.
На той час, коли прототип K 47 був завершений, Туреччина вже втратила інтерес до цього типу літака, але Радянський Союз виявив зацікавленість, і робота продовжилася. Зрештою, однак, радянський уряд придбав лише два чи три екземпляри.
Єдиний літак, що використовувався в бойових умовах, був придбаний Китаєм (урядом Нанкіна), який купив десять літаків у 1931 році, і отримав ще один у 1934 році (останній був названий T'ien C'hu No.1, на честь заводу, який його фінансував). З початком Шанхайського інциденту 1932 року китайські повітряні сили направили різні винищувачі-штурмовики на шанхайський аеродром Хунцяо та авіабазу Ханчжоу Цяосі, в той час як Імперський флот Японії відправив літаки з авіаносців «Хошо» та «Каґа». Несподівана атака групи з 15 літаків, що складалася з винищувачів Nakajima Type 3 та штурмовиків Mitsubishi Type 13, призвела до того, що китайський Junkers K 47 з пілотом Ши Бангфаном та його кулеметником Шен Яньші, що сидів на задньому сидінні, тільки-но встигли злетіти з Цяосі, як почався наліт японців. І хоча кулемет Шеня заклинило, пілот Ши продовжував вести повітряний бій з японцями, врешті-решт, пілота Ши підстрелили, пошкодили двигун, і йому довелося здійснити примусову посадку свого «юнкерса».
Демонстрації K 47 були також проведені в Румунії, Португалії та Латвії без жодних замовлень, хоча один літак, можливо, був придбаний Японією. Три літаки використовувались на секретній навчальній базі Рейхсверу в Липецьку, а невелика кількість неозброєних цивільних версій була придбана Deutsche Verkehrsfliegerschule.
K 47 також використовувались у випробуваннях для дослідження пікіруючих бомбардувань, експериментах, які сформували мислення Польманна при проектуванні Ju 87. Дійсно, другий прототип Ju 87 був оснащений хвостовим оперенням K 47.

## Країни-оператори
Республіка Китай
- Повітряні сили Китайської Республіки — 11 одиниць

 Радянський Союз
- Військово-повітряні сили СРСР 2-3 одиниці

## Літаки, споріднені за ТТХ, призначенням та епохою застосування
- Boulton Paul Bittern
- Bristol Bullpup
- de Havilland DH.77
- Vickers Vireo
- Piaggio P.2
- PWS-1
- PZL P.1
- PZL P.7
- IAR CV 11
- І-1
- Curtiss Falcon
- Dewoitine D.9
- Dewoitine D.19
- Potez 31
- Avia BH-7
- Nakajima Ki-11
- Kawasaki KDA-3